# Monte Kita
Il monte Kita (北岳?, Kita-dake) è la più alta cima dei monti Akaishi, nonché la seconda montagna più alta del Giappone, subito dopo il Fuji. Alto quasi 3200 metri, si trova nella prefettura di Yamanashi ed è incluso nella lista delle cento montagne famose del Giappone.